# (473080) 2015 HP120
(473080) 2015 HP120 es un asteroide que forma parte de los asteroides troyanos de Júpiter, descubierto el 7 de enero de 2011 por el equipo del Spacewatch desde el Observatorio Nacional de Kitt Peak, Arizona, Estados Unidos.

## Designación y nombre
Designado provisionalmente como 2015 HP12.

## Características orbitales
2015 HP120 está situado a una distancia media del Sol de 5,138 ua, pudiendo alejarse hasta 5,503 ua y acercarse hasta 4,773 ua. Su excentricidad es 0,070 y la inclinación orbital 10,34 grados. Emplea 4254 días en completar una órbita alrededor del Sol.

## Características físicas
La magnitud absoluta de 2015 HP120 es 13,6.